# 豊田村 (大分県)
豊田村（とよだむら）は、大分県下毛郡にあった村。現在の中津駅周辺などの中津市中心部にあった。

## 地理
下毛郡の北部に位置し、北と西の一部を中津町に、東を大江村、小楠村に、南を鶴居村に、西は山国側を隔てて福岡県東吉富村に接していた。平坦な地形で肥沃な土地であり、沖代平野の一部を形成していた。
西側に流れる山国川から、金剛川、蛭川、野崎川、深田川といった小川が分かれ、灌漑に利用されていた。

## 歴史
- 1889年（明治22年）4月1日 - 町村制の施行により、島田村、中殿村、上宮永村、下宮永村の区域をもって発足。
- 1897年（明治30年）9月25日 - 中津駅開業。
- 1913年（大正2年）12月26日 - 耶馬渓鉄道の中津～樋田駅間が開通[2]。
- 1914年（大正3年）12月27日 - 豊田村役場が新築落成。
- 1922年（大正11年）4月 - 扇城高等女学校が中殿に新築。
- 1925年（大正14年）4月1日 - 中津町に編入。
- 1930年（昭和5年）4月20日 - 市制移行に伴い、中津市が誕生。

## 村政
村役場は当初民家を借りており、設備が不十分で狭く不便であったが、学校建設が急がれ新築計画は延期されてきた。1914年8月5日に工事に着手して、同年12月27日には落成。新築にかかった費用は用地買収を含めると、2,995円にのぼった。

### 村長

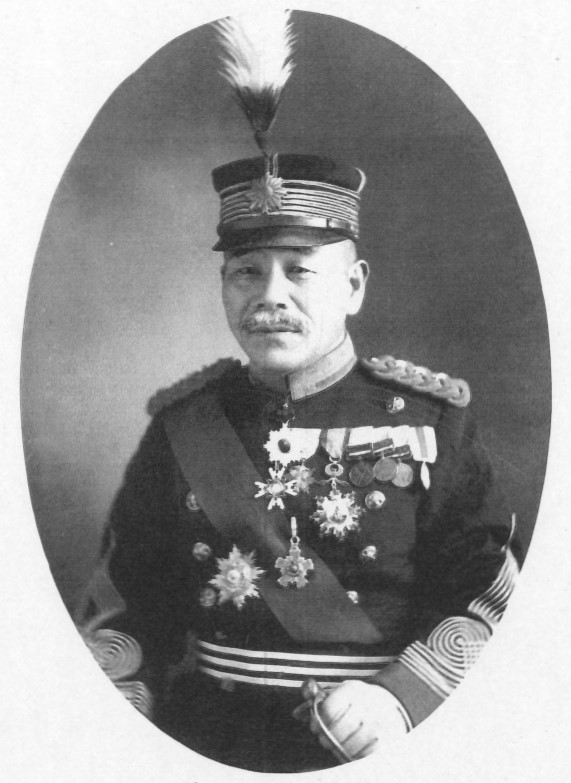
大隈勳（第6代村長）

| 代 | 氏名       | 就任年月日 | 退任年月日 | 退任事由 |
| -- | ---------- | ---------- | ---------- | -------- |
| 1  | 久恒亮造   | 1889年5月  | 1892年6月  | 辞職     |
| 2  | 久恒彌十郎 | 1892年6月  | 1900年6月  | 満期     |
| 3  | 宮永幾太郎 | 1901年2月  | 1902年1月  | 辞職     |
| 4  | 飯島精一   | 1902年2月  | 1910年2月  | 満期     |
| 5  | 久恒久太郎 | 1910年3月  | 1922年2月  | 辞職     |
| 6  | 大隈勳     | 1922年3月  |            |          |

## 交通

### 鉄道
- 鉄道省（現：JR九州）
  - 日豊本線：中津駅
- 耶馬渓鉄道
  - 本線：中津駅

## 教育
- 村立豊田尋常高等小学校
- 豊田村立実業補習学校
- 村立豊田幼稚園
- 私立扇城高等女学校